# Autalia schillhammeri
Autalia schillhammeri är en skalbaggsart som beskrevs av Volker Assing 2003. Autalia schillhammeri ingår i släktet Autalia och familjen kortvingar. Inga underarter finns listade i Catalogue of Life.